# Vers l’avenir
Vers l’avenir (с фр. — «Навстречу будущему»; нидерл. Naar Wijd en Zijd) — бельгийская патриотическая песня, которая также была национальным гимном Бельгийского Конго. Созданная в 1905 году, песня когда-то использовалась как патриотический гимн Рексистской партии, основанной в 1930 году Леоном Дегрелем. После аннексии Свободного государства Конго в качестве колонии Бельгии этот гимн был сохранён до 1960 года, когда был заменен на «Восстаньте, конголезцы» — национальный гимн ДР Конго.

## Тексты песен
Текст на французском языке:
Nous marquant une étape nouvelle.
Nous le suivons et nous nous rappelons
Nos aïeux et leur gloire immortelle.
Si ton sol est petit, dans un monde nouveau
L’avenir qui t’appelle a planté ton drapeau.
Refrain:
Marche joyeux, peuple énergique,
Vers des destins dignes de toi.
Dieu protège la libre Belgique
Et son Roi!
Ta longue paix autant que longs combats
Au travail exerçait ta vaillance,
Et tes progrès disaient à chaque pas
Ton génie et ta fière endurance.
Si ta force déborde et franchit ses niveaux,
Verse-la, comme un fleuve, en de mondes nouveaux !
Refrain:
Marche hardi, peuple énergique,
Vers des destins dignes de toi.
Dieu saura protéger la Belgique
Et son Roi !
Ô terre sainte, ô terre des aïeux,
Leurs sueurs et leur sang t’ont pétrie,
Et loin ou près sauront leurs fils pieux
Honorer, élargir la Patrie.
Si des frères s’en vont, il en est par milliers
Qui, fidèles gardiens, défendront tes foyers.
Refrain:
Va sans faiblir, peuple énergique,
Vers des destins dignes de toi.
Dieu saura protéger la Belgique
Et son Roi !

### Перевод
Век продолжается и закладывает свои основы,
Отмечая для нас новый этап.
Мы следуем за Ним и помним
Наших предков и их бессмертную славу.
Если твоя земля мала, в новом мире
Будущее, которое зовет тебя, водрузило твой флаг.
Припев:
Идите радостно, энергичные люди,
К судьбам, достойным вас.
Боже, храни свободную Бельгию
и её короля!
Ваш долгий мир, как и долгие битвы,
На работе упражняли ваше мужество,
И ваш прогресс говорил на каждом шагу
о вашем гении и вашей гордой выносливости.
Если твоя сила переливается через край и выходит за пределы своих границ,
Излей её, как реку, в новые миры!
Припев:
Смело идите, энергичные люди,
К судьбам, достойным вас.
Бог знает, как защитить Бельгию
и её короля!
О святая земля, о земля предков,
Их пот и их кровь сформировали тебя,
И далеко или близко их благочестивые сыновья узнают,
Как чтить и расширять Отечество.
Если братья уйдут, найдутся тысячи
, Которые, верные стражи, будут защищать ваши дома.
Припев:
Идите, не ослабевая, энергичные люди,
К судьбам, достойным вас.
Бог знает, как защитить Бельгию
и её короля!
Текст на Голландском языке:
De tijd spoedt heen en bakent reeds de laan
Waar ook nieuwere tijden ons wenken
Wij volgen fier en zullen langs de baan
Onze roemrijke vaderen gedenken
Is uw bodem hier klein ginds toch wacht u een strand
Als een wereld zo groot waar uw vlag staat geplant
Refrein:
Immer vooruit dappere telgen
Moedig en vrij vast hand in hand
God omsluite in zijn zegen der Belgen
Vorst en land
Uw lange vree zowel als kamp en strijd
Heeft uw vuisten gehard bij het werken
En wat gij schiep en bouwde wijd en zijd
Draagt uw eerlijke namen, uw merken
Zwelt uw ader te nauw voor het bruisende bloed
Laat het stromen alom als een vruchtbare vloed
Refrein:
Immer vooruit dappere telgen
Moedig en vrij vast hand in hand
God omsluite in zijn zegen der Belgen
Vorst en land
O heil’ge grond der vaadren erve en bouw
Door hun zweet en hun bloed ons verkregen
Of verre of na hen zullen hou en trouw
Hunne zonen bewaren in zegen
Wijken kinderen uit hier toch waardig geschaard
Zijn er duizenden steeds en beschermen den haard
Refrein:
Immer vooruit dappere telgen
Moedig en vrij vast hand in hand
God omsluite in zijn zegen der Belgen
Vorst en land
Придет день и испечет хлеб
Что мы будем делать снова
Мы последуем гордому и долгому пути
Наши благородные отцы будут довольны
Твое тело будет маленьким и будет охранять пляж
Как мир, где будет засажена твоя страна
Припев:
Всегда перед днем скажи мне, сколько
и как долго ты сможешь прожить в нём
Бог всегда будет с тобой перед бельгийцами
и землей
Твоя долгая жизнь будет как поле и поле
Пусть твои глаза будут усердно работать
То, что ты видишь и делаешь, будет и
будет твоим истинным именем, твое имя будет
Цвель Твой одер ты за шумную кровь
Пусть поток течет как плывущий поток
Припев:
Всегда ради элегантности Скажи мне, нежно и правдиво,
огромная рука об руку Бог окружает
вас в своем присутствии, бельгийцы на земле Где исцеление земля странников,
мы стоим … земля

## Примечание
1. ↑  Vincent Viaene. King Leopold's Imperialism and the Origins of the Belgian Colonial Party, 1860–1905 // The Journal of Modern History. — 2008. — Т. 80, вып. 4. — С. 741–790. — ISSN 0022-2801. — doi:10.1086/591110.
2. ↑  Vlaamse volksliederen - Naar wijd en zijd songtekst (нидерл.). Muzikum. Дата обращения: 21 февраля 2025.